# 後藤俊夫 (工学者)
後藤俊夫（ゴトウ トシオ、1941年 - ） は、日本の電子工学者。名古屋大学副総長。応用物理学会会長。日本学術会議総合工学委員長。

## 人物・経歴
愛知県立旭丘高等学校出身。
1969年名古屋大学大学院工学研究科博士課程修了、工学博士。1986年名古屋大学教授。
2000年名古屋大学工学研究科長・工学部長、評議員 応用物理学会 副会長。
2002年応用物理学会 会長、日本工学教育協会賞（業績賞） IEEE Fellow。
2003年名古屋大学副総長 応用物理学会論文賞 日本学術会議第5部会員。
2004年名古屋大学高等研究院長 日本工学アカデミー 理事。
2005年中部大学総合工学研究所長。
日本学術会議総合工学委員会の委員長。文部科学大臣賞。科学技術政策担当大臣賞。
2020年瑞宝中綬章受章。